# Habikino
Habikino (羽曳野市, Habikino-shi) est une municipalité ayant le statut de ville (市, shi) dans la préfecture d'Osaka, au Japon. La ville a reçu ce statut en 1959. Elle est connue pour ses raisins et pour ses kofuns.

## Géographie
Habikino est située dans la partie sud-est de la préfecture d'Osaka, dans la plaine de Kawachi, entourée par les monts Ikoma, Kongō et Katsuragi, ainsi que par le mont Nijō. Elle se trouve à environ 20 kilomètres du centre de la ville d'Osaka

### Municipalités voisines

Habikino au sein de la préfecture d'Osaka.

- Préfecture de Nara
  - Kashiba

- Préfecture d'Osaka
  - Fujiidera
  - Kashiwara
  - Matsubara
  - Sakai
  - Taishi
  - Tondabayashi

## Climat
Habikino a un climat subtropical humide, caractérisé par des étés chauds et humides, et des hivers frais avec peu ou pas de neige. Il y a en moyenne 1475 mm de précipitations par an, septembre étant le mois le plus humide. La température moyenne annuelle est de 14,2°C, avec un maximum en août à environ 26,3 °C et un minimum en janvier à environ 2,7 °C.

## Monuments
- Tombe de l'empereur Ankan, 27e empereur du Japon
- Tombe de l'empereur Ōjin (kofun le plus grand du Furuichi kofungun)
- Kofun Kawachi-Ōtsukayama (河内大塚山古墳)
- Sanctuaire shinto Konda Hachiman-gū (誉田八幡宮), sud de la tombe de l'empereur Ōjin
- Temple bouddhiste Yachū-ji (野中寺)
- Temple bouddhiste Sairin-ji
- Kofun de Kannonzuka
- Tsūhō-ji
- Tsuboi Hachimangū
- Site archéologique de Konda Hakuchō

## Structures notables
- Université Shitennoji

## Personnalités nées à Habikino
- Yu Darvish (né en 1986)

## Entreprises
- Choya Umeshu